# مسئله گلدان

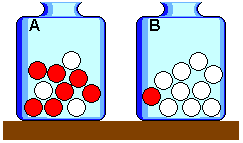
دو گلدان حاوی گوی‌های سفید و قرمز

مسئله گلدان، در آمار و احتمالات، آزمایش فکری است که در آن اشیاء گوناگون (نظیر اتم‌ها، مردم، خودروها و غیره) مانند گوی‌های رنگی در کوزه یا گلدان نمایش داده می‌شوند. در این مسئله، فرض می‌کنیم فردی یکی از گوی‌های داخل گلدان را بیرون می‌کشد و هدف مشخص کردن توزیع احتمال یک یک گوی با رنگ مشخص یا یک متغیر تصادفی است.

## پیشینه
ژاکوب برنولی، در کتاب Ars Conjectandi (۱۷۱۳) مسئله را به شکل مشخص کردن تعداد سنگ‌ریزه‌های موجود در داخل یک کوزه بیان کرده است که هر یک از خواص و الوان گوناگون تشکیل شده‌اند. این مسئله که به‌عنوان مسئله احتمال معکوس شناخته می‌شد، موضوع پژوهش بسیاری در قرن هجدهم بود و توجه افرادی نظیر ابراهام دو مواور و توماس بیز را به خود جلب کرد.
برنولی از واژه لاتین urna که به معنای ظرف سفالی است استفاده کرد، اگرچه این واژه در روم باستان به‌عنوان ظرف جمع‌آوری آراء یا هر چیز دیگری استفاده می‌شد و امروزه در ایتالیا نیز به‌معنای صندوق رای است. منبع الهام برنولی شاید بخت‌آزمایی‌ها، انتخابات یا بازی‌های شانسی بوده‌اند که همگی شامل بیرون کشیدن گوی یا یک شی از یک ظرف می‌شود. این موضوع از آن‌جا تصدیق می‌شود که انتخابات ونیز در دوران رنسانس اغلب به‌صورت انتخاب رای‌دهندگان به قید تقسیم با قرعه و با استفاده از توپ‌های رنگی انجام می‌شده است.

## مدل ساده
در مدل ساده گلدان در نظریه احتمال، یک گلدان شامل x تعداد گوی سفید و y تعداد گوی سیاه موجود است که گوی‌های درون آن به‌طور کامل با یکدیگر در هم آمیخته شده‌اند. سپس یک گوی به‌صورت تصادفی از گلدان بیرون کشیده می‌شود و رنگ و آن مشاهده می‌شود؛ حال بنابر شرایط مسئله، ممکن است این گوی به گلدان بازگردانده شود یا نشود، و بدین شکل فرایند انتخاب ادامه می‌یابد.
پرسش‌های احتمالی که در این مدل می‌توان به آن‌ها پاسخ داد، عبارتند از:
- آیا می‌توان با n مشاهده، نسبتی میان رنگ گوی‌ها به دست آورد؟ اگر بله، تا چه حد این حدس مطمئن است؟
- با اطلاع از x و y، احتمال بیرون کشیدن یک دنباله خاص چه اندازه است؟ (مثلاً بیرون کشیدن یک گوی سفید و سپس یک گوی سیاه)
- با مشاهده n گوی، چگونه می‌توان اطمینان داشت که هیچ گوی سیاهی وجود ندارد؟

## نمونه‌هایی از مسئله گلدان
- توزیع دو جمله‌ای بتا :مانند بالا، به جز این‌که در هر مشاهده، یک گوی هم‌رنگ به گلدان اضافه می‌شود. به همین سبب، بر تعداد کل گوی‌های داخل گلدان اضافه می‌شود.
- توزیع دو جمله‌ای توزیع تعداد موفقیت‌ها در بیرون کشیدن گوی‌ها، مثلاً بیرون آوردن گوی‌های سفید، با دانستن n مرتبه تکرار با جای‌گذاری در یک گلدان با گوی‌های سفید و سیاه.
- توزیع هندسی :تعداد بیرون کشیدن گوی‌ها پیش از رسیدن به اولین گوی مورد نظر
- توزیع چند جمله‌ای: وجود بیش از دو رنگ گوی در گلدان و بازگشت گوی‌ها به گلدان پیش از بیرون کشیدن گوی بعدی. این مسئله خود به عنوان مسئله توپ و جعبه شناخته می‌شود.
- توزیع دوجمله‌ای منفی: تعداد بیرون کشیدن گوی‌ها پیش از رسیدن به تعداد مشخصی از گوی‌هایی که مد نظر نیستند.
- گلدان پلیا: هر بار که یک گوی با رنگ مشخصی بیرون کشیده می‌شود، همراه با یک گوی اضافی با همان رنگ جایگزین شود.
- فیزیک آماری: مسائلی در خصوص انرژی و توزیع سرعت.